# 科摩羅—法國關係
科摩羅—法國關係（法語：Relations entre les Comores et la France）是指法国和科摩罗之间的双边关系。科摩罗诸岛自19世纪便成为法国的势力范围，並曾接受法国的殖民统治直到1975年独立，尽管双边就马约特岛主权存在争议，但外交关系相对紧密，法国文化對现代科摩罗的影响深厚，两国也同为法文國家及地區國際組織成員國。